# Paralepetopsis
Paralepetopsis is een geslacht van weekdieren uit de klasse van de Gastropoda (slakken).

## Soorten
- Paralepetopsis clementensis McLean, 2008
- Paralepetopsis ferrugivora Warén & Bouchet, 2001
- Paralepetopsis floridensis McLean, 1990
- Paralepetopsis lepichoni Warén & Bouchet, 2001
- Paralepetopsis rosemariae Beck, 1996
- Paralepetopsis sasakii Warén & Bouchet, 2009
- Paralepetopsis tunnicliffae McLean, 2008